# برق‌گیر
برق‌گیر اصطلاحی در فارسی برای نامیدن دو وسیلهٔ الکتریکی متفاوت استفاده می‌شود:
1. میله‌های فلزی که در بالای ساختمان‌ها یا در پست‌های فشار قوی نصب می‌شوند تا با برخورد آذرخش با این میله‌ها از برخورد مستقیم صاعقه به تجهیزات جلوگیری شود. این وسیله (Lightening rod) در مهندسی برق نیزه نیز نامیده می‌شود. این وسیله اولین بار توسط بنجامین فرانکلین مخترع آمریکایی ابداع شد.[۱]
2. وسیله‌ای است که در شبکه‌های الکتریکی برای حفاظت تجهیزات در مقابل صدمات ناشی از اضافه ولتاژهای ناگهانی همچون صاعقه و رعد و برق به کار برده می‌شود. برق‌گیر (Lightning arrester) در مقابل ولتاژهای معمولی یک مقاومت بسیار زیاد در حد عایق الکتریکی از خود نشان می‌دهد و در مقابل ولتاژهای آنی مقاومت کمی از خود نشان می‌دهد و موج‌های الکتریکی را به زمین تخلیه می‌کند. برق‌گیرها نسبت به سایر وسایل حفاظتی بهترین حفاظت را انجام می‌دهند و بیشترین مقدار حذف امواج گذرا را فراهم می‌کند. برق‌گیرها به صورت موازی با وسیله تحت حفاظت یا بین فاز و زمین قرار می‌گیرند انرژی موج اضافه ولتاژ به وسیلهٔ برق‌گیر به زمین منتقل می‌شود.

از وسایل حفاظتی محدودکننده ضربه برای حفاظت تجهیزات سیستم‌های قدرت در برابر اضافه ولتاژها استفاده می‌شود یک وسیله حفاظتی محدودکننده ضربه باید اضافه ولتاژهای گذرا یا اضافه ولتاژهای که باعث تخریب تجهیزات شبکه می‌شوند را محدود و به زمین هدایت کنند و بتواند این کار را بدون اینکه آسیبی ببیند به دفعات تکرار کند. برق‌گیرها نسبت به سایر وسایل حفاظتی بهترین حفاظت را انجام می‌دهند و بیشترین مقدار حذف امواج گذرا را فراهم می‌کنند. برق‌گیرها به صورت موازی با وسیله تحت حفاظت یا بین فاز و زمین قرار می‌گیرند. انرژی موج اضافه ولتاژ به وسیلهٔ برق‌گیر به زمین منتقل می‌شود؛ و باعث محافظت بیشتر می‌شود. برق‌گیر برای حفاظت از ساختمان‌های بلند از خطر برخورد آذرخش استفاده می‌شود.

## مشخصه‌ها و ویژگی‌ها
یک برق‌گیر خوب باید دارای مشخصات زیر باشد:
1. در ولتاژ نامی شبکه، به منظور کاهش تلفات دارای امپدانس بینهایت باشد
2. در اضافه ولتاژ به منظور محدود سازی سطح ولتاژ دارای امپدانس کم باشد
3. توانایی دفع یا ذخیره انرژی موج اضافه ولتاژ را بدون اینکه خود صدمه ببیند داشته باشد
4. پس از حذف عبور اضافه ولتاژ بتواند به شرایط مدار (حالت کار عادی) برگردد

پارامترهای مهم برای انتخاب برق‌گیر مناسب جهت حفاظت عایقی:
1. ماکزیمم ولتاژ کار دائم (MCOV)
2. ولتاژ نامی (Ur)
3. جریان تخلیه نامی (۸٫۲۰ µsec)
4. ماکزیمم جریان ضربه قابل تحمل (۴٫۱۰ µsec)
5. قابلیت تحمل جذب انرژی W

عوامل مهم در آسیب دیدگی برق‌گیرها:
1. نفوذ رطوبت و آلودگی
2. اضافه ولتاژهای گذرا و موقتی
3. عدم انطباق شرایط بهره‌برداری با مشخصه برق‌گیر (طراحی غلط)
4. عوامل ناشناخته

## حفاظت ثانویه (سرج ارستر)
برخورد مستقیم صاعقه موجب القای شوک الکتریکی شده، بنابراین برای حفاظت از سیستم های صاعقه گیر و کنترل شوک ها، باید از حفاظت کننده های اضافه ولتاژ از سرج ارستر یا SPD گفته می شود.
سرج ارستر ها از نظر کلاس حفاظتی به چند دسته تقسیم می شوند:
1.ارستر کلاس B
2.ارستر کلاس C
3.ارستر کلاس B_C
4.ارستر کلاس D
5.ارستر مخابراتی
6.ارستر دوربین

## انواع
انواع برق‌گیرهای مرسوم عبارتند از:
1. برق‌گیر شاخکی یا جرقه‌ای
2. برق‌گیر اکسید روی
3. برق‌گیر اکسید فلزی
4. برق‌گیر میله‌ای
5. برق‌گیر لوله‌ای
6. برق‌گیر سیلیکون کارباید (SIC)
7. برق‌گیر نوع اکسید فلزی (MOV)

معایب برق‌گیر میله‌ای
1. تداوم عبور جریان به زمین حتی پس از حذف اضافه ولتاژ
2. افت شدید ولتاژ فاز به خاطر اتصال کوتاه شدن فاز در لحظه عبور جریان از برق‌گیر
3. دارای تأخیر زمانی متناسب با اضافه ولتاژ
4. پراکندگی زیاد ولتاژ جرقه

مزایای برق‌گیر نوع اکسید فلزی (MOV)
1. کارایی بهتر نسبت به سایر برق‌گیرها
2. پراکندگی کم ولتاژ پسماند همچنین دارای ولتاژ پسماند خیلی کم
3. دارای تأخیر زمانی خیلی کم
4. برگشت طبیعی به وضعیت اولیه یا مدار باز
5. دارای مشخصه ولت-جریان خطی‌تر از برق‌گیر SIC
6. دارای سطح حفاظتی خوب

## نحوهٔ اتصال
یک سر برق‌گیر را به زمین فروکرده و با وسیله‌ای دیگر آن را محکم و سر دیگر را به نقطه‌ای که می‌خواهند مورد حفاظت قرار گیرد متصل می‌کنند.
معمولاً در ورودی ترانس‌ها یا ورودی موتورها نصب می‌شود.